# Getande klokpoliep
De getande klokpoliep (Clytia hemisphaerica), ook wel getand zeemos of kleine klokpoliep genoemd, is een hydroïdpoliep uit de familie Campanulariidae. De poliep komt uit het geslacht Clytia. Clytia hemisphaerica werd in 1767 als Medusa hemisphaerica voor het eerst wetenschappelijk beschreven door Carl Linnaeus.

## Beschrijving
Deze kleine onopvallende hydroïdpoliep groeit vaak op de stengels van andere hydroïdpoliepen en op rode algen. Het lijkt op borstelige haren die haaks uitsteken op het oppervlak waarop ze groeien. Bij onderzoek onder de lichtmicroscoop zijn er regelmatige ringen rond de basis van de stengel en onder de klokvormige hydrotheca (omhulsel dat de poliep omsluit). De rand van de hydrotheca heeft een reeks diepe ronde inkepingen. De stengels kunnen vertakt of onvertakt zijn en komen voort uit een basale uitloper. De gonothecae (omhulsel van de voortplantingsstructuren) zijn zeer karakteristiek, ze komen voort uit de basis van de stoloon en zijn tonvormig met diepe horizontale ribbels. Meestal 10 mm hoog. De naaktslak Hancockia uncinata is een roofdier van de getande klokpoliep.

## Verspreiding
De getande klokpoliep komt over bijna de hele wereld voor, waaronder de Middellandse Zee en de Noord-Atlantische Oceaan. De soort is algemeen aan alle kusten van de Britse Eilanden. Wordt gevonden van het intergetijdengebied tot enkele tientallen meters diepte, met name op harde ondergronden zoals stenen, wieren, houten palen en dergelijke.

## Modelorganisme
De getande klokpoliep is naar voren gekomen als een veelbelovend modelorganisme vanwege de levenscyclus, de kleine omvang en het relatief eenvoudige onderhoud waardoor het bevorderlijk gemaakt kan worden voor experimentele manipulatie in een laboratoriumomgeving. Enkele voorbeelden van onderzoeken die al in Clytia zijn uitgevoerd, zijn onderzoeken naar embryonale ontwikkeling, differentiële patronen van genexpressie tijdens levensfasen, en wondgenezing. Het genoom van deze Clytia-soort werd in maart 2019 volledig gesequenced.